# Томонага, Синъитиро
Синъити́ро Томона́га (яп. 朝永 振一郎 Томонага Синъитиро:, 31 марта 1906, Токио — 8 июля 1979, там же) — японский физик-теоретик, известный разработкой базовых положений квантовой электродинамики, лауреат Нобелевской премии по физике 1965 года. Президент Научного совета Японии (1963—1969). Член Японской академии наук (1951), иностранный член Национальной академии наук США (1965), Академии наук СССР (1971).

## Биография
Родился в Токио в 1906 году. Старший сын Сандзюро и Хидэ Томонага. В 1913 году переехал в Киото с семьёй, когда отец занял кафедру профессора философии в Киотском университете. Окончил среднюю школу № 3. Окончил Киотский университет в 1929 году со степенью бакалавра по атомной физике., в следующие три года продолжал работать там же аспирантом и ассистентом в лаборатории Кадзюро Тамаки.
Работал с 1932 года в Институте физико-химических исследований под руководством Ёсио Нисины, в группе Гейзенберга в Лейпцигском университете в 1937—1939 годах. Написанная в Лейпциге работа по физическим свойствам атомного ядра была в 1939 году принята в качестве докторской диссертации в Токийском университете. Продолжал работу в Педагогическом университете Токио (президент с 1956 по 1962 год), Институте перспективных исследований (Принстон), Токийском университете. С 1963 по 1969 год директор Института оптических исследований Токийского университета и председатель Научного совета Японии.
Активно выступал против распространения ядерного оружия и за вложение средств в мирное использование ядерной энергии. Был женат на Рюко Сэкигути с 1940 года, имел двух сыновей и дочь. Умер в Токио в 1979 году. Именем учёного назван астероид 6919 Tomonaga.

## Научная деятельность
С 1941 года работал в Университете Бунрика (впоследствии Токийский педагогический университет, в настоящее время Университет Цукубы) над проблемами квантовой электродинамики. В условиях изоляции от учёных стран антигитлеровской коалиции, связанной с событиями Второй мировой войны, самостоятельно завершил исследования к 1943 году. В своей работе устранил противоречия между квантовой электродинамикой и специальной теорией относительности. Результатом стала ковариантная формулировка квантовой теории поля, предложенная Томонагой независимо от пришедшего к ней же Джулиана Швингера (в настоящее время носит название уравнения Томонаги — Швингера). Когда исследование Томонаги было опубликовано за рубежом, стало очевидно, что он пришёл к результатам, аналогичным полученным Швингером и Фейнманом, используя отличный от них подход.
В 1947 году в связи с наблюдением лэмбовского сдвига в энергиях атома водорода возникла необходимость в пересмотре первоначальных формулировок релятивистской теории, объясняющей взаимодействие заряженных частиц с электромагнитными полями. В 1948 году решение этой проблемы было предложено Томонагой, создавшим теорию перенормировок. На основе этой теории в 1949 году лэмбовский сдвиг и процессы электромагнитного взаимодействия фотонов и электронов были рассчитаны с большей точностью.
В 1955 году разработал теорию квантовомеханических коллективных движений.

## Публикации
На русском языке
- Релятивистски инвариантная формулировка квантовой теории волновых полей, в сборнике; Новейшее развитие квантовой электродинамики, М., 1954, с. 1—11[9].

На английском языке
- Selected Papers on Quantum Electrodynamics (англ.) / Edited by Julian Schwinger. — 1958. — ISBN 0-486-60444-6..
- Shin'ichirō Tomonaga. Quantum mechanics; in 2 vol. (англ.). — 1968..
- Shin'ichirō Tomonaga. The Story of Spin (англ.). — The University of Chicago Press, 1997. — ISBN 0-226-80794-0..

## Награды
- 1946 — Премия Асахи
- 1948 — Премия Японской академии наук
- 1952 — Заслуженный деятель культуры[англ.]
- 1952 — Орден Культуры
- 1964 — Большая золотая медаль имени М. В. Ломоносова, «За научные труды, явившиеся значительным вкладом в развитии физики»
- 1965 — Нобелевская премия по физике (совместно с Дж. Швингером и Р. Фейнманом), «За фундаментальные работы по квантовой электродинамике, имевшие глубокие последствия для физики элементарных частиц»
- 1976 — Орден Восходящего солнца 1 степени